# Anopheles argyritarsis
Anopheles argyritarsis is een muggensoort uit de familie van de steekmuggen (Culicidae). De wetenschappelijke naam van de soort is voor het eerst geldig gepubliceerd in 1827 door Robineau-Desvoidy.